# Ємохонов Микола Павлович
Микола Павлович Ємохонов (нар. 30 квітня 1921,  місто Кузнецьк, тепер Пензенської області, Російська Федерація — 14 березня 2014, місто Москва) — радянський діяч органів державної безпеки, 1-й заступник голови КДБ СРСР, генерал армії (1985). Член ЦК КПРС у 1986—1990 роках. Депутат Верховної Ради СРСР 11-го скликання. Доктор технічних наук (1981). Почесний член Академії криптографії Російської Федерації.

## Життєпис
Народився в родині шевця, мати працювала лікарем. У 1938 році закінчив з відзнакою середню школу і поступив до Ленінградського інституту інженерів водного транспорту, закінчив перший курс.
У листопаді 1939 року призваний в Червону армію. Спочатку служив у Ленінграді червоноармійцем в 111-му запасному стрілецькому полку. З січні 1940 року навчався на курсах радіозв'язку в Пскові, потім з липня по жовтень 1940 року — в школі молодших командирів зв'язку. З листопада 1940 року служив начальником радіостанції в батальйоні зв'язку в Західному Особливому військовому окрузі.
Учасник німецько-радянської війни з 23 червня 1941 року, воював на Західному фронті. Брав участь в оборонних операціях в Білорусії, в Смоленській оборонній битві, в Тульській оборонної операції. З 1942 по 1944 рік — начальник фронтової радіостанції. У 1943 році брав участь у Курській битві. З початку 1944 року — начальник групи ближньої розвідки засобами радіозв'язку. У його завдання входило прослуховування радіопереговорів німецьких військ, у тому числі за участю німецьких перебіжчиків і полонених. Брав участь в Білоруської стратегічній операції, у Вісло-Одерській і Берлінській операціях.
Після війни продовжив службу у військах зв'язку СРСР.
Член ВКП(б) з 1947 року.
У 1948—1952 роках навчався на радіолокаційному факультеті Військової академії зв'язку імені Будьонного.
У 1952—1958 роках — молодший науковий співробітник, старший науковий співробітник, начальник лабораторії, начальник відділу, начальник сектора, у 1958—1959 роках — головний інженер Центрального науково-дослідного інституту (НДІ—108) (потім — Науково-дослідного інституту зв'язку Міністерства оборони СРСР).
У 1959—1962 роках — директор філії Науково-дослідного інституту зв'язку Міністерства оборони СРСР. У 1962—1964 роках — заступник головного інженера п/с № 2312 Державного комітету з радіоелектроніки СРСР.
У 1964—1968 роках — директор Центрального науково-дослідного радіотехнічнічного інституту Міністерства оборони СРСР. Був головним конструктором комплексу апаратури перешкод «Сирень». Один із перших розробників теоретичних і практичних основ створення засобів радіоелектронної протидії.
2 липня 1968 — 8 липня 1971 року — начальник 8-го Головного управління КДБ при РМ СРСР.
8 липня 1971 — 4 лютого 1984 року — заступник голови КДБ СРСР.
Одночасно у 1971—1990 роках — голова Науково-технічної Ради КДБ СРСР. Керував розробкою спеціальних засобів для потреб державної безпеки.
4 лютого 1984 — 8 серпня 1990 року — 1-й заступник голови КДБ СРСР.
З серпня 1990 року — в Групі генеральних інспекторів Міністерства оборони СРСР. З 1992 року — у відставці в Москві.
Помер 14 березня 2014 року. Похований в Москві на Троєкуровському цвинтарі.

## Військові звання
- молодший лейтенант (1942)
- лейтенант (1943)
- старший лейтенант (1944)
- капітан
- майор
- підполковник
- полковник
- генерал-майор інженерно-технічної служби (25.10.1967)
- генерал-майор-інженер (20.12.1971)
- генерал-лейтенант-інженер (17.12.1973)
- генерал-полковник-інженер (11.12.1978)
- генерал армії (10.04.1985)

## Нагороди
- два ордени Леніна
- орден Жовтневої Революції
- орден Трудового Червоного Прапора
- орден «Знак Пошани»
- два ордени Вітчизняної війни І ст.
- орден Вітчизняної війни ІІ ст.
- орден Червоного Прапора
- орден Червоної Зірки
- іноземні ордени
- медалі
- Ленінська премія (1976)
- Державна премія СРСР (1972)
- Почесний громадянин землі Мазовецької (Польська Народна Республіка)